# Podčrtovanje
Podčrtovánje je razčlemba prostega oziroma podrednozloženega stavka na stavčne člene, pri čemer uporabimo različne črte:
- za osebek ravno črto (_______),
- za predmet dvojno črto  (‗‗‗‗‗‗‗‗),
- povedek z vijugasto črto (˷˷˷˷˷˷˷˷˷˷˷˷˷),
- za prislovno določilo črtkano črto (ˏˏˏˏˏˏˏˏˏˏˏ),
- prilastek s pikčasto črto pod prvotno črto (.............),
- povedkovo določilo s črtkasto črto pod vijugasto za povedek (_ _ _ _ _ _).